# 逢坂浩司
逢坂浩司（1963年6月20日—2007年9月24日）是日本男性動畫師、人物設計師。大阪府寢屋川市出身。嵯峨美術短期大學（現在的京都嵯峨艺术大学短期大学部）畢業。
另有才谷梅太郎、大阪太郎的名義。

## 略歴
師事谷口守泰，自1983年短期大學學生時代即以打工身分，在谷口主宰的作畫工作室「Anime R」參加日昇動畫公司製作動畫。1991年從Anime R辭職，以自由契約動畫師之身經歷過日昇動畫為主的活動期之後，參與BONES的成立，就任取締役的職位。
1999年，於第4回動畫神戶擔任實踐型工作商店的講師。
高中時宣言要成為動畫師，後來進入業界並成功的人物。自高中時期熱愛《機動戰士GUNDAM》與安達充作品。
2007年春天起身體狀況不佳，在大阪的老家療養，後於同年9月24日因癌症過世。

## 電視動畫
- 裝甲騎兵（動畫）
- 機甲界（動畫）
- 宇宙奇兵（星銃士ビスマルク）（原畫・作畫監督）
- 滄海戰士（蒼き流星SPTレイズナー）（原畫）
- 城市獵人（原畫）
- 城市獵人3（作畫監督）
- 檸檬天使（作畫監督）
- 鎧傳（作畫監督）
- 以柔克剛（作畫監督）
- 勇者鬥惡龍（作畫監督）
- 機動戰士V GUNDAM（人物設計、作畫監督）
- 機動武鬥傳G GUNDAM（人物設計、作畫監督）
- 聖天空戰記（總作畫監督）
- 星際牛仔（作畫監督）
- 機巧奇傳ヒヲウ戦記（人物設計、總作畫監督）
- 狼雨（作畫監督）
- 絢爛舞踏祭（人物設計、動畫指導）
- 獸王星（人物設計）
- 天保異聞 妖奇士（客串角色設計、角色監修、作畫監督、原畫）

## OVA
- 機甲界ガリアン 鉄の紋章（原畫）
- グットモーニング アルテア（機械作畫監督）
- 蒼き流星SPTレイズナー 刻印2000（原畫）
- ドリームハンターレム（原畫）　※18禁
- ドリームハンター麗夢（原畫）
- ブラックマジック M-66（原畫）
- ドリームハンター麗夢II（作畫監督）
- ドリームハンター麗夢III（作畫監督）
- くりいむレモンスペシャル DARK（人物設計・作畫監督）　※18禁
- 鎧傳外傳（原畫）
- 機動戰士Gundam 0083:Stardust Memory（作畫監督）
- 戰地啟示錄（ザ・コクピット）（原畫）
- おいら宇宙の炭鉱夫（原畫）
- Macross Plus（作畫監督補）
- 黃金小子（作畫監督）

## 電影
- 城市獵人 海灘城市戰爭（シティーハンター ベイシティーウォーズ）（原畫）
- ギャラガ（原畫）
- MEMORIES（原畫）
- 機動戦士ガンダム0083 ジオンの残光（作畫監督）
- 聖天空戰記（作畫監督）
- 人狼 JIN-ROH（原畫）
- 星際牛仔：天國之門（作畫監督補）
- 劇場版_鋼之鍊金術師_森巴拉的征服者 （作畫監督）

## 遊戲
- ゾイド フルメタルクラッシュ （人物設計）
- 機動戰士GUNDAM 相逢宇宙（『サイドストーリーモード』の『機動戦士ガンダム外伝 宇宙、閃光の果てに…』）（人物設計）
- 超能力大戰2012（人物設計）

## 漫畫
- ヒーリング・ラミネーター ジュン（アニメーションRE誌上に連載。同誌休刊により中断）

## 相關項目
- Anime R
- 日昇動畫
- BONES